# Jindra Husáriková
Jindra Husáriková, rozená Pelcová (14. dubna 1931 Trmice – 16. dubna 2016 Praha) byla česká malířka a grafička

## Život
Poté, co absolvovala Státní odbornou školu keramickou v Teplicích, vystudovala Vysokou školu uměleckoprůmyslovou v Praze u profesorů Antonína Kybala a Jana Baucha. Po studiích žila do poloviny 70. let 20. století na Karlovarsku, od roku 1976 v Praze a od roku 1987 současně v Poděbradech.
Zemřela v Praze a je pochována na Vyšehradském hřbitově.

## Dílo
Častým tématem obrazů Jindry Husárikové bylo prostředí cirkusů a staré báje. Její obrazy jsou plné barevné poezie.

### Výstavy
- 1963 – Knihovna, Ostrov nad Ohří, CZ

- 1966 – Galerie de I' Institute, Paris, France
- 1967 – Galerie umění Ostrov nad Ohří, CZ
- 1968 – Výstavní síň Červené srdce, Plzeň, CZ
- 1968 – Muzeum Karla Marxe, Karlovy Vary, CZ
- 1968 – Stadsbibliotek, Goteborg, Sweden
- 1968 - Valandhuset, Malmö, Sweden
- 1969 – Galleria l'approdo Torino, Italy
- 1969 – Galerie Valdotaine, Aosta, Italy
- 1969 – Galerie umění, Karlovy Vary, CZ
- 1971 – Dům kultury, Lublin, Poland
- 1971 – Dům kultury, Chociánow, Poland
- 1971 – Českosl. Kulturní středisko, Warszawa, Poland
- 1972 – Klub – NP, Nejdek, CZ

- 1972 – Galleria l'approdo, Torino, Italy
- 1972 – Galerie Jaroslava Krále, Brno, CZ
- 1975 – Svenska Mässans Konstsalong, Goteborg, Sweden
- 1975 – Kulturní dům, Karlovy Vary, CZ
- 1976 – Galleria l'approdo, Torino, Italy
- 1976 - Svenska Mässans Konstsalong, Goteborg, Sweden
- 1977 – Galleri Modern Konst i Hemmiljö, Goteborg, Sweden
- 1977 – Galleri Marjatta, Oslo, Norway
- 1979 – Galeri Československý spisovatel, Praha, CZ
- 1980 – Galerie Schlegl, Amberg, Germany
- 1980 – Galerie umění, Karlovy Vary, CZ
- 1980 – Galerie Christine, Weiden, Germany
- 1981 – Gallery Gekkoso, Tokio, Japan
- 1981 – Galerie výtvarného umění, Cheb, CZ
- 1981 - Galleria l'approdo, Torino, Italy
- 1982 - Galerie Dílo - ČFVU, Praha, CZ
- 1982 – Palazzina Comunale ex Sip, Lanzo/Torino/, Italy
- 1984 – Galeria Schettini, Milano, Italy
- 1984 – Galeria l'approdo, Torino, Italy
- 1984 – Kunskabinett B. Wagner, Rheinbach, Germany
- 1984 – Goethe Institut, München, Germany

- 1984 – Galerie Dílo - ČFVU Platýz, Praha, CZ
- 1984 – Soc. Lyonnaise de Banque, Annecy, France
- 1984 – Goethe Institut, München, Germany
- 1985 – Galleri Visconti, Lecco, Italy
- 1987 – Pallazina di Caccia di Stupinigi, Nichelino, Italy
- 1987 – Stadsbibliotek, Goteborg, Sweden
- 1988 – Galerie Dílo – ČFVU Zlatá lilie, Praha, CZ
- 1988 – Grand Konstsalong, Goteborg, Sweden
- 1989 – Galerie Praha, Bratislava, Slovakia
- 1989 – Chiostro di Voltorre, Gavirate, Italy
- 1990 – Galerie Willem Pastor, Neunen, Netherlands
- 1991 – Okresní galerie výtvarného umění, Most, CZ
- 1991 – Oblastní galerie, Liberec, CZ
- 1992 – Galerie Platýz, Praha, CZ
- 1993 – Polabské muzeum, Poděbrady, CZ
- 1993 – Galerie Alfa Omega, Karlovy Vary, CZ
- 1993 – Galerie Kaplanka, Český Krumlov, CZ
- 1994 – Galerie Platýz, Praha, CZ
- 1996 – Regionální muzeum, Teplice, CZ
- 1996 – Galerie Alfa Omega, Karlovy Vary, CZ
- 1996 – Galerie Klub, Poděbrady, CZ
- 1997 - Galerie Hřebíček, Brno, CZ
- 1998 – Galerie Ars Temporis, Klagenfurt, Austria
- 1999 – Galerie Klenová, Klatovy, CZ

- 1999 – Galerie Prager Kunstsalon, Nürnberg, Germany
- 1999 – Galerie Prager Kabinet, Salzburg, Austria
- 1999 – Nová administrativní budova BASF, Praha, CZ
- 2000 – Galerie MIRO, Praha, CZ
- 2000 – Galerie Pražský kabinet, Praha, CZ
- 2000 – Galerie Alois, Ústí nad Labem, CZ
- 2001 – Galleri Tonne A.S., Oslo, Norway
- 2001 – Galerie „V“, Podivín, CZ
- 2001 – Galerie Fronta, Praha, CZ
- 2002 – Výstavní síň Dům Scala, Brno, CZ
- 2003 – Galerie MK, Praha, Jihlava, Telč, CZ
- 2004 – Galerie La Femme, Praha, CZ
- 2004 – Sparkasse, Donauwöth, Germany
- 2004 – Všeobecná zdravotní pojišťovna, Praha, CZ
- 2005 – Křížová chodba Nové radnice, Brno, CZ
- 2005 – Galleri Tonne A.S., Oslo, Norway
- 2005 – Galerie Hlinky, Brno, CZ
- 2005 – Zámek Trmice, Ústí nad Labem, CZ
- 2006 - Křížová chodba Nové radnice, Brno, CZ
- 2007 – Palazzo D’Oria, Cirie, Italy
- 2008 – Galerie Jindra Husáriková, Karlovy Vary, CZ
- 2008 – Palazzo Cisterna, Torino, Italy

- 2009 – Evropean commission, Brussels, Belgie
- 2009 – Galerie Břehová, Praha, CZ
- 2009 - Křížová chodba Nové radnice, Brno, CZ
- 2010 – Galerie Jindra Husáriková, Karlovy Vary, CZ
- 2011 – Galerie Břehová, Praha, CZ
- 2011 – Galerie Kryt, Klášterec nad Ohří, CZ
- 2011 – Kempinski Gallery, Praha, CZ
- 2012 – Galerie umění, Karlovy Vary, CZ
- 2012 - Křížová chodba Nové radnice, Brno, CZ
- 2013 – Galerie Arnie, Brno, CZ
- 2013 – Galerie Crears, Rožnov pod Radhoštem, CZ
- 2013 – Galerie u Vavřince, Chodov, CZ
- 2013 – Kempinski Gallery, Praha, CZ
- 2014 – Galleria Venti, Torino, Italy
- 2014 - Galerie Jindra Husáriková, Karlovy Vary, CZ
- 2016 – Městská galerie, Karlovy Vary, CZ
- 2017 – Hotel Duo, Praha, CZ
- 2017 – Nová síň, Praha, CZ
- 2017 – Galerie 12, Náměšť nad Oslavou, CZ
- 2018 – Hotelová škola Radlická, Praha, CZ
- 2018 – Zámek Nosticova galerie, Trmice, CZ
- 2019 – Galerie Pod radnicí, Zlín, CZ
- 2020– Galerie Otty Gutfreunda, Dvůr Králové, CZ

Zdroj: 
V roce 2008 byla v Karlových Varech otevřena soukromá Galerie Jindra Husáriková /www.galerie-husarikova.cz/ vystavující její díla.

### Ocenění
- 1974 – Zlatá medaili na Bienále v Neapoli
- 1980 – čestný titul Accademico Honoris Causa od mezinárodní umělecké společnosti Vanvitelli v Neapoli
- 2000 – cena Masarykovy akademie v Praze za uměleckou tvůrčí činnost

Zdroj: